# Andrea Pilzer
Andrea Pilzer (* 27. August 1991 in Trient) ist ein italienischer Curler. Er spielt derzeit als Second bzw. Ersatzspieler im Team von Joël Retornaz.

## Karriere
Pilzer begann seine internationale Karriere bei der European Junior Challenge 2009, dem damaligen Qualifikationsturnier für die Juniorenweltmeisterschaft. Als Third im italienischen Team um Skip Guido Fassina wurde er Siebter. In den folgenden vier Jahren trat er bei diesem Wettbewerb drei Mal als Skip der italienischen Junioren an und gewann 2012 und 2013. Er trat deshalb bei dem jeweils folgenden Juniorenweltmeisterschaften an und wurde Neunter (2012) bzw. Sechster (2013).
Er hat als Third, Second, Lead oder Ersatzspieler der italienischen Mannschaft an den Europameisterschaften 2013, 2014, 2015, 2016 und 2017 teilgenommen; das beste Ergebnis war der vierte Platz 2014. Seine erste Weltmeisterschaft spielte er 2015 als Lead im Team von Joël Retornaz; die Mannschaft belegte den zehnten Platz. 2017 kam sie mit Pilzer als Second auf Platz neun und 2018 auf gleicher Position auf Platz acht.
Beim Qualifikationsturnier für die Olympischen Winterspiele 2018 spielte er als Ersatzspieler in der von Retornaz geführten Mannschaft und sicherte sich und dem italienischen Team (Skip: Joël Retornaz, Third: Amos Mosaner, Second: Simone Gonin, Lead: Daniele Ferrazza) einen der beiden verbleibenden Startplätze für das olympische Turnier der Männer. In Pyeongchang wurde er in zwei Spielen eingesetzt und kam mit dem italienischen Team nach drei Siegen und sechs Niederlagen in der Round Robin auf den neunten Platz.